# Pakarova
Pakarova är en kulle i Finland. Den ligger i Kolari kommun och landskapet Lappland, i den norra delen av landet, 800 km norr om huvudstaden Helsingfors. Toppen på Pakarova är 245 meter över havet.
Terrängen runt Pakarova är huvudsakligen platt, men åt sydväst är den kuperad.  Trakten runt Pakarova är nära nog obefolkad, med mindre än två invånare per kvadratkilometer. Närmaste större samhälle är Äkäslompolo, 12,1 km öster om Pakarova. 